# Neptunismus

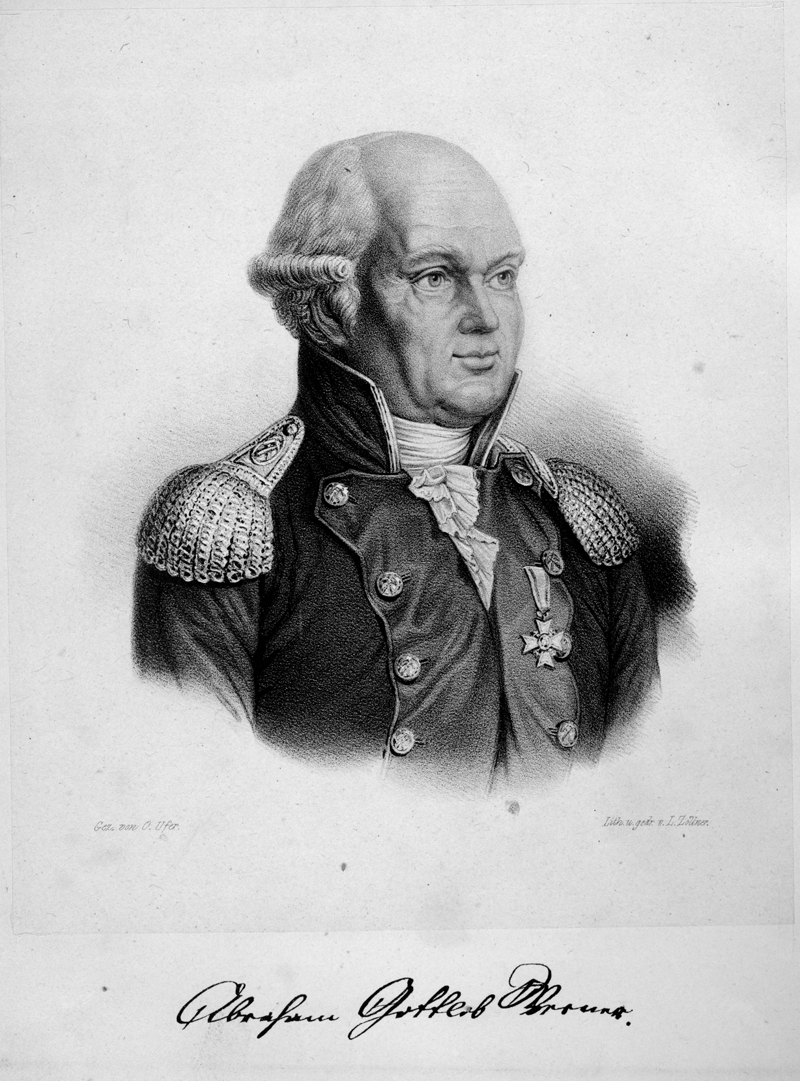
Der „Begründer“ des Neptunismus, Abraham Gottlob Werner

Der Neptunismus (oder Diluvianismus) ist eine verworfene geologische Anschauung, wonach alle Gesteine Sedimentgesteine sind, das heißt sich aus Wasser der Ozeane abgelagert haben.
Der Neptunismus steht im Gegensatz zur Lehre des Plutonismus (auch: Vulkanismus).

## Ursprünge und frühe Vertreter
Als früher Vorläufer der Theorie wird von manchen Autoren (z. B. von dem Geologen Arnold von Lasaulx) die Naturphilosophie des griechischen Philosophen Thales von Milet angesehen, wonach alle Dinge aus dem Wasser entstanden seien, auch wenn diese Lehre eher der Kosmogonie als der Petrographie zugerechnet werden muss. Auch Xenophanes, der Fossilien auf Bergen entdeckte, kann als Vorläufer des Neptunismus gelten.
Mit der Etablierung der Geologie als Wissenschaft im 18. Jahrhundert geht dann die Formulierung neptunistischer Thesen durch zahlreiche frühe Vertreter einher, so dass es Schwierigkeiten bereitet, einen ersten „Urheber“ ausfindig zu machen. Eine wichtige Rolle spielt bei vielen dieser frühen Neptunisten die Beobachtung, dass das Gestein Basalt sich häufig in säulig abgesonderten Formen findet, die als Kristalle gedeutet werden. Die zugehörige Kristallisation wird dann wie selbstverständlich als ein Vorgang gedacht, der aus einem wässrigen Medium heraus erfolgt sei. Eine entsprechende These findet sich beispielsweise bei dem deutschen Geologen Johann Ernst Immanuel Walch in seinem „Steinreich“ von 1764 (zitiert nach).
Andere Vertreter des Neptunismus aus dem frühen 18. Jahrhundert sind etwa Axel Frederic Cronstedt, Johann Friedrich Wilhelm von Charpentier, Johan Gottschalk Wallerius und Torbern Olof Bergman.
Bereits in dieser frühen Zeit finden sich auch erste Gegner der Theorie unter den Geologen, so etwa die französischen Wissenschaftler Nicolas Desmarest und Jean-Étienne Guettard.

## Abraham Gottlob Werner
Häufig wird als „Begründer“ des Neptunismus der Geologe Abraham Gottlob Werner (1749–1817) genannt, dessen Rolle allerdings mit dem folgenden Zitat besser umschrieben wird:
„Wenn gerade sein Name aufs Innigste mit dieser Streitfrage verknüpft ist, so lag der Grund dazu eben in der überraschenden Wendung, die durch sein Eingreifen herbeigeführt wurde; er hat den Streit nicht hervorgerufen, er fand ihn vor und veranlaßte nur eine lange hinausgeschobene Entscheidung, indem er mit den wirkungsvollsten Waffen sich der fast Unterliegenden annahm.“
Die Durchschlagskraft der Argumente Werners wird verständlich, wenn man berücksichtigt, dass er eine der großen wissenschaftlichen Autoritäten seiner Zeit war, der auch heute noch zu Recht als einer der Begründer der modernen Geologie genannt wird, und dass seine Überlegungen zur Gesteinsgenese des Basalts, die wesentlich auf Untersuchungen am Scheibenberg in Sachsen in den Jahren 1787/88 zurückgingen, in ein übergreifendes Theoriegebäude eingebunden waren, welches durchaus auf sorgfältigen Beobachtungen beruhte und keineswegs durchgängig fehlerhaft gewesen wäre.

### Werners Theorie
Der Theorie liegt eine Einteilung der Gesteinsgruppen in vier Hauptarten zugrunde. Die Klassifikation beinhaltet folgende Grundeinheiten:
- die uranfängliche Gebirgsart, dazu zählen: Granit, Gneis, Glimmerschiefer, Tonschiefer, Porphyr, Quarz (die heutige Bezeichnung ist Quarzit), Serpentinit und bis 1788 der Basalt
- die Flöz-Gebirgsart, (Flözkalk, Sandstein, Grauwacke, Kreide, Steinsalz, Gips und ab 1788 Basalt)
- die vulkanische Gebirgsart (Bimsstein, Tuffstein, vulkanische Asche und Lava)
- und die aufgeschwemmte Gebirgsart (Seife, Raseneisenstein).

Dabei sind fließende Übergänge von der einen zu der anderen Gesteinsgruppe möglich.
Die Bezeichnung „uranfänglich“ besagt, dass diese Gesteine die frühesten und ursprünglichsten Bildungen auf dem Erdkörper darstellen. Aus einem Urozean mit stetig sinkendem Meeresspiegel kristallisieren diese Urgebirge durch chemische Ausfällungen zuerst aus. Seither sind sie der Erosion durch Wind und Oberflächenwasser ausgesetzt, wodurch sich ihre vertikale Mächtigkeit verringert. Diese Urgebirge entstanden zu einer Zeit, als es noch keinerlei Leben auf der Erde gab, so sind in diesen Gesteinseinheiten auch niemals Fossilien enthalten. Die „übrigen 3 Hauptarten“ werden nacheinander im Vorland abgelagert und können teilweise fast ganz aus dem aufgearbeiteten Material der ersten Einheit bestehen. Sie sind somit den „uranfänglichen“ zeitlich nachgestellt, das heißt, sie sind geologisch gesehen jünger. Durch die weiter anhaltende Regression des Meeres sind auch diese Gesteine heute auf dem Festland aufgeschlossen und unterliegen ihrerseits der Erosion. Als Auslöser und Antrieb dieses fortwährenden Meeresspiegelrückgangs werden hauptsächlich Verdunstungsprozesse angesehen. Ein ungelöstes Problem des Neptunismus stellte die Entstehung der vulkanischen Gebirgsarten dar. So vermutete Werner, der Vulkanismus werde durch unterirdische Kohlebrände hervorgerufen. Diesen Erscheinungen wurde aber nur eine lokale Bedeutung zugemessen.

### Zeitgenössische Gegner
Diese Hypothese wurde Anfang des 19. Jahrhunderts insbesondere von Alexander von Humboldt zurückgedrängt. Humboldt hatte während seiner Südamerika-Expedition zahlreiche geognostische Daten zusammengetragen, die dem Neptunismus widersprachen. Allerdings hielt er bis ans Ende seiner Reise an der neptunistischen Interpretation seines Lehrers Werner fest. Erst 1826 bekannte sich Humboldt im Vortrag „Über den Bau und die Wirkungsart der Vulkane in den verschiednen Erdstrichen“ öffentlich zur konkurrierenden Theorie des Plutonismus. Humboldt konnte etwa nachweisen, dass zum Beispiel Porphyr und Basalt vulkanischen Ursprungs und damit Vulkangestein sind.
Auch die Forschungen des Geologen Leopold von Buch – insbesondere am Vesuv und in der Auvergne – trugen wesentlich dazu bei, neptunistische Vorstellungen zu erschüttern. So konnte Buch etwa in der Auvergne feststellen, dass die vulkanischen Gesteine dort unmittelbar auf Granit auflagerten und somit keine kohleführenden Schichten im Untergrund vorhanden waren, die das Material für Flözbrände (und damit die nach neptunistischem Denken notwendige Wärmequelle für die vulkanischen Erscheinungen) hätten liefern können.

### Rezeption außerhalb der Naturwissenschaften
Auch die deutschen Dichter Novalis und Johann Wolfgang von Goethe gehörten zu den Anhängern des Neptunismus. Goethe wechselte allerdings später insbesondere unter dem Eindruck der Berichte über Vulkane von Alexander von Humboldt seine Anhängerschaft und erkannte dessen fortschrittliche Untersuchungen an.
Für das 18. Jahrhundert stellten die beiden gegensätzlichen Lehren jeweils Metaphern für die Revolution (Plutonismus) und die konservative Idee (Neptunismus) dar.

## Neoneptunismus
Um die Mitte des 19. Jahrhunderts kam es – insbesondere durch die Arbeiten von Johann Nepomuk von Fuchs und Karl Gustav Bischof – zu einer Wiederbelebung neptunistischer Thesen.
Fuchs hatte sich als Chemiker mit dem sogenannten Wasserglas beschäftigt und dabei ein altes Problem des Neptunismus scheinbar gelöst: Wenn sich einst alle Gesteine aus Wasser abgeschieden haben, müsste dieser Vorgang im Prinzip auch umkehrbar sein; jedoch sind die meisten in der Erdkruste vorhandenen Minerale und Gesteine (insbesondere die silikatischen) nur schlecht löslich. Es muss also entweder in der Erdgeschichte einmal viel mehr Wasser gegeben haben (aber wo ist es jetzt?), oder die Silikate müssen einmal viel besser löslich gewesen sein (aber warum?). Die Wassergläser schienen das Problem zu lösen – es handelt sich dabei um Alkalimetallsilikate, die in Wasser relativ leicht löslich sind und wobei sich aus den wässrigen Lösungen Kieselsäure abscheiden kann, die zunächst als amorphes, weiches Gel vorliegt, dann aber auch in den kristallinen Zustand übergehen kann. Diese Vorgänge sind zudem irreversibel, eine Wiederauflösung somit nicht möglich. Fuchs postulierte nun, dass diese Übergänge auch in der Natur stattgefunden haben könnten und zur Bildung der bekannten Gesteine einen Beitrag geleistet hätten. Eine Bildung der silikatischen Gesteine aus der Schmelze schien somit nicht mehr unbedingt erforderlich.
In ähnlicher Weise argumentierte wenig später auch der in Bonn wirkende Chemiker Karl Gustav Bischof in seinem Lehrbuch der physikalischen und chemischen Geologie: Er betonte zunächst ganz zutreffend, dass bei der Aufstellung geologischer Theorien zur Gesteinsentstehung darauf zu achten sei, dass diese Erklärungen in Übereinstimmung mit den bekannten Gesetzen der Chemie und Physik stünden. In der Folge allerdings hob er die Bedeutung des Wassers bei geologischen Umwandlungsprozessen besonders hervor. Insbesondere erklärte er, dass sämtliche gesteinsbildenden Minerale (mit Ausnahme von Augit und Leucit) nach seinen Experimenten auch bei normalen Druck- und Temperaturbedingungen in wässrigem Milieu gebildet werden könnten, um darüber schließlich zu dem Ergebnis zu gelangen, dass alle bekannten Gesteine (mit Ausnahme der vulkanischen Laven) unter dem Einfluss von Wasser entstanden seien. (In dem erst nach seinem Tod durch Ferdinand Zirkel publizierten Supplementband von 1871 erkennt er allerdings die magmatische Bildung des Basalts mit den Worten an: „Wo zwischen Gesteinen in chemischen, mineralogischen und physikalischen Eigenschaften eine so große Aehnlichkeit stattfindet, wie zwischen Laven und Basalten, da ist es gerechtfertigt, auch auf gleichen Ursprung zu schließen.“)
In Deutschland fand der Neoneptunismus insbesondere im akademischen Umfeld von Fuchs in München noch weitere Anhänger; hier können der Paläontologe Johann Andreas Wagner, der Professor der Geognosie Karl Emil von Schafhäutl und der Geologe Gustav Georg Winkler genannt werden. Letzterer hatte im Jahre 1858 die Insel Island bereist und in der Publikation der wissenschaftlichen Ergebnisse dieser Reise fast alle Gesteine und Formationen dort – insbesondere auch die Plateaubasalte in den Westfjorden – für sedimentäre Bildungen erklärt. Hierbei berief er sich explizit auf die Experimente Bischofs zur Gesteinsentstehung und setzte sich bewusst in Widerspruch zu praktisch allen Geologen, die bis dahin Island erforscht hatten (wie etwa Robert Wilhelm Bunsen, Otto Ludwig Krug von Nidda und Wolfgang Sartorius von Waltershausen). Außerhalb Deutschlands wurde die Theorie besonders in Russland durch zahlreiche Wissenschaftler aufgegriffen.
Ein Gegner des Neoneptunismus war der Geologe Hermann Vogelsang, der in seiner Philosophie der Geologie insbesondere Bischof vorwarf, seinerseits bei der Aufstellung seiner Theorien die geologische Realität nicht genügend berücksichtigt zu haben, sondern seine Theorien nur auf Laborexperimente zu stützen. Zudem erklärte er, dass eine universalistische Theorie der Gesteinsentstehung wie der Neoneptunismus den seit dem ersten Neptunismusstreit neu gewonnenen geologischen Erkenntnissen nicht mehr hinreichend Rechnung tragen könne. Hier betonte er die Rolle der Metamorphose als alternativen Weg der Gesteinsbildung.
Der Neoneptunismus erreichte in der Geologie allerdings nicht die Bedeutung, die der Neptunismus im 18. Jahrhundert gehabt hatte. Neben dem Unbehagen an dem universalistischen Ansatz dürfte hierbei auch eine Rolle gespielt haben, dass bei manchen Neoneptunisten erkennbar weltanschauliche Motive ausschlaggebend waren: Eine Entstehung aller Gesteine aus dem Wasser stand zu dem biblischen Schöpfungsbericht („Und Gott sprach: Es sammle sich das Wasser unter dem Himmel an besonderem Orte, dass man das Trockene sehe. Und es geschah so.“ Genesis 1,9) nicht im Widerspruch. Somit kann man die Diskussion um die Theorie auch als „Verlängerung“ des Materialismusstreits in die Geowissenschaften auffassen, wobei es den Befürwortern teilweise mehr um die Verteidigung des Glaubens als um wissenschaftliche Erkenntnis ging.
In den 1860er Jahren geriet der Neoneptunismus auch durch die Einführung des Dünnschliffs als neuer Analysenmethode für Gesteine zunehmend unter Druck. Sowohl der deutsche Pionier der Dünnschliffforschung Ferdinand Zirkel wie auch Hermann Vogelsang verwendeten die Methode, um aus den nunmehr erkennbaren mikroskopischen Merkmalen der Gesteine Rückschlüsse auf ihre Entstehung zu ziehen. Hierbei war insbesondere der Vergleich zwischen natürlichen Gesteinen und künstlichen Produkten wie Schlacken fruchtbar, da letztere unstreitig aus dem schmelzflüssigen Zustand entstanden waren. Diese Erkenntnisse stützten zunehmend die Annahme, dass auch die magmatischen Gesteine aus der Schmelze auskristallisiert waren. Andererseits wuchs auch die Bereitschaft der Geologen, die grundsätzliche Bedeutung des Wassers bei geologischen Umwandlungsvorgängen anzuerkennen (beispielhaft hier Zirkels Rede von 1870), wodurch die wissenschaftliche Auseinandersetzung an Schärfe verlor.